# 348511 Zemaite
348511 Zemaite este o planetă minoră (asteroid), cu un diametru de 1,73 km, din centura de asteroizi. A fost descoperită pe 10 octombrie 2005 la Molėtų astronomijos observatorija⁠(d) de  și a fost numită după Žemaitė⁠(d). 
Obiectul prezintă o orbită caracterizată de o semiaxă mare de 2,2313567400466 UAi, o excentricitate de 0,11592600103327, o înclinație de 3,8603007010511 ° în raport cu ecliptica.